# Fernando Caiado
Fernando Caiado, de son nom complet Fernando Augusto do Amaral Caiado, est un footballeur portugais né le 2 mars 1925 à Leça da Palmeira et mort le 12 novembre 2006. Il évoluait au poste de milieu.

## Biographie
Il joue pour deux clubs dans sa carrière : Boavista et Benfica. 
International, il possède 16 sélections en équipe du Portugal de 1946 à 1956.
Il poursuit ensuite une carrière d'entraîneur, adjoint à Benfica, il remplace brièvement Béla Guttmann sur le banc le temps du dernier match de la saison : la finale de la Coupe du Portugal en 1962 qu'il remporte.

## Carrière

### En tant que joueur
- 1942-1952 :  Boavista FC
- 1952-1959 :  Benfica Lisbonne

### En tant qu'entraîneur
- 1959-1965 :  Benfica Lisbonne (adjoint et intérimaire le 1er juillet 1962)
- 1965-1966 :  Portugal (adjoint)
- 1966-1967 :  Sporting Braga
- 1967-1968 :  Sporting Portugal
- 1969-1970 :  Vitória Guimarães
- 1970-1971 :  Boavista FC
- 1971-1974 :  GD CUF
- 1974-1975 :  Sporting Espinho
- 1975-1977 :  Vitória Guimarães
- 1977-1978 :  Boavista FC
- 1977-1978 :  Académico Viseu
- 1978-1980 :  Sporting Braga
- 1980-1983 :  Benfica Lisbonne (adjoint)

## Palmarès

### En tant que joueur
Avec le Benfica Lisbonne :
- Champion du Portugal en 1955, 1957
- Vainqueur de la Coupe du Portugal en 1953, 1955 et 1957

### En tant qu'entraîneur
Avec le Benfica Lisbonne :
- Vainqueur de la Coupe du Portugal en 1962